# Bolton Wanderers
Die Bolton Wanderers (offiziell: Bolton Wanderers Football Club) – auch bekannt als The Trotters – sind ein Fußballverein aus Bolton, gelegen in der englischen Region North West England. Die Heimspielstätte ist seit 1997 das Toughsheet Community Stadium in Horwich, nachdem der Verein zuvor im Burnden Park gespielt hatte. Die Wanderers gehörten 73 Spielzeiten der höchsten englischen Spielklasse an.

## Geschichte

### Frühzeit
Die Bolton Wanderers wurden 1874 unter dem ursprünglichen Namen Christ Church Football Club gegründet und waren ursprünglich als eine spezielle Abteilung zur Freizeitgestaltung der anglikanischen Christ Church Sunday School gedacht. Nach einem Streit mit dem Gemeindepfarrer sagte sich der Verein von seinem kirchlichen Ursprung los und wechselte fortan häufig seine sportliche Heimat in Bolton, wodurch der noch heute gültige Name „Wanderers“ entstand.
Mit der breiten Unterstützung innerhalb der Arbeiterschaft in Bolton und in anderen nahe gelegenen Städten – beispielsweise Atherton und Leigh – waren die Wanderers letztlich eines der zwölf Gründungsmitglieder der zur Saison 1888/89 ins Leben gerufenen Football League. Bereits zu Beginn der 1880er Jahre hatte sich der Klub dabei durch walisische und schottische Spieler verstärkt, die durch ein frühes Scoutingsystem im Rahmen von „Sichtungsreisen“ entdeckt worden waren.
Bolton stand am 31. März 1894 und am 23. April 1904 jeweils im Endspiel des FA Cups und verlor im ersten Fall mit 1:4 gegen Notts County im Goodison Park und ein weiteres Mal 1904 im Crystal Palace National Sports Centre gegen den Lokalrivalen Manchester City mit 0:1. In der englischen Meisterschaft pendelte der Klub zu Beginn des 20. Jahrhunderts jedoch zumeist nur zwischen der ersten Liga und der zweitklassigen Second Division und konnte keine nennenswerten Erfolge feiern.
Nach dem Ersten Weltkrieg erlebte der Klub einen Höhenflug und gewann im dritten Anlauf am 28. April 1923 das erstmals im Wembley-Stadion ausgetragene FA-Cup-Endspiel gegen West Ham United nach einem Treffer des Mittelstürmers David Jack und einem Tor von Jack Smith mit 2:0 – dieses Spiel ging als das „White Horse Final“ in die Geschichte ein. Als erfolgreichster englischer Pokalverein der 1920er Jahre wiederholten die Trotters diesen Sieg in den Jahren 1926 und 1929. Erster Erfolgstrainer des Klubs war dabei Charles Foweraker, der die Mannschaft 25 Jahre lang betreute und mit Joe Smith und Ted Vizard ein berühmtes Duo auf der linken Seite ausbildete.
Bis zum Ausbruch des Zweiten Weltkrieges gewann der Verein keine Trophäen mehr, musste 1933 gar für zwei Jahre den Gang in die Zweitklassigkeit antreten und ein Großteil des Spielerkaders zog anschließend zudem in den Krieg. Kurz nach der Wiederaufnahme des Spielbetriebs ereignete sich am 9. März 1946 im Rückspiel der sechsten Runde des FA Cups gegen Stoke City eine Katastrophe im Burnden Park (bekannt als das Bolton Disaster), als im mit 85.000 Zuschauern überfüllten Stadion – die Stätte verfügte lediglich über eine Kapazität für 65.000 Personen – 33 Anhänger der Bolton Wanderers zu Tode kamen.
Die Zeit zwischen 1935 und 1964, in der die Bolton Wanderers ununterbrochen der obersten englischen Spielklasse angehörten, wird als die „goldene Ära“ des Vereins angesehen, die zumeist mit dem Namen Nat Lofthouse – dem wohl berühmtesten Spieler des Klubs – in Verbindung gebracht wird. Dabei erreichte der Klub in den Jahren 1953 und 1958 erneut das jeweilige FA-Cup-Endspiel. In dem als „Matthews-Finale“ bekannten Duell im Jahre 1953 unterlagen die Trotters nach zwischenzeitlicher 3:1-Führung nach Toren kurz vor Spielende noch mit 3:4. Obwohl der Klub fünf Jahre später mit einem 2:0-Endspielsieg – nach zwei Toren von Lofthouse – einen gelungenen zweiten Versuch verbuchen konnte, war dieser Erfolg gegen Manchester United vor 100.000 Zuschauern im Wembley-Stadion von der Münchener Flugzeugkatastrophe überschattet. Bei dieser waren zahlreiche Spieler aus Manchester verunglückt, so dass von einem regulären Wettkampf im FA-Cup-Finale keine Rede mehr sein konnte und zudem die Sympathien deutlich zugunsten der verbliebenen „Busby Babes“ aus Manchester verteilt waren. Gleichzeitig war der Erfolg von 1958 der bis heute letzte wichtige Titelgewinn der Bolton Wanderers.
Nach dem Gang in die Zweitklassigkeit im Jahre 1964 traf den Verein 1971 mit dem Abstieg in die Third Division ein neuer sportlicher Tiefpunkt. Der Klub kehrte nach nur einem Jahr in die Second Division zurück und erarbeitete sich vor allem ab 1974 unter dem neuen Trainer Ian Greaves – sowie später mit der Hilfe des Stürmers Frank Worthington – 1978 die Rückkehr in das englische Oberhaus. Nach zwei weiteren Jahren war jedoch die Greaves-Ära beendet und der erneute Abstieg im Jahre 1980 leitete einen Sturzflug durch das gesamte englische Profiligasystem ein, der 1987 in der viertklassigen Fourth Division endete. Finanzielle Schwierigkeiten bis hin zum möglichen Bankrott belasteten den Verein zusätzlich, so dass dieser sogar einen Teil des Burnden-Park-Stadions in einen Supermarkt umbaute.
Trotz des erstmaligen Abstiegs in die vierte Liga hielt die Vereinsführung an dem damaligen Spielertrainer Phil Neal fest, dem prompt der direkte Wiederaufstieg in die Third Division gelang. Bis 1992 war Neal in verantwortlicher Position für die Mannschaft zuständig, bis ihn dann Bruce Rioch ersetzte, der zuvor mit dem FC Middlesbrough zwei Aufstiegserfolge in Serie gefeiert hatte.

### Die Bolton Wanderers in der Premier League
Unter der Führung von Bruce Rioch kehrte Bolton 1995 in die Erstklassigkeit zurück und stellte dies mit einem Sieg im Play-off-Finale gegen den FC Reading sicher. Dabei hatten die Trotters zur Halbzeit noch mit 0:2 zurückgelegen und erst in den letzten 15 Minuten der regulären Spielzeit den Ausgleich geschafft. Nach der Verlängerung gewann Bolton schließlich mit 4:3, beendete damit die 15-jährige Abwesenheit aus der ersten Liga und nahm erstmals an der neuen Premier League teil. Kurz zuvor hatte die Mannschaft im Wembley-Stadion das Endspiel im Ligapokal 1994/95 gegen den FC Liverpool mit 1:2 verloren.
Als Rioch den Verein in Richtung des FC Arsenal verließ, verpflichtete die Klubführung den Trainer von Derby County Roy McFarland und mit Colin Todd einen Kotrainer, mit dem McFarland schon zuvor einmal gearbeitet hatte. Trotz zahlreicher Neuverpflichtungen auch innerhalb der Saison zierte der Verein stetig das Tabellenende. McFarland wurde aus diesem Grund am Neujahrstag entlassen und durch Todd ersetzt. Aber auch Todd gelang die Trendwende nicht mehr und die Bolton Wanderers stiegen aus der Premier League 1995/96 ab. Da sich die Leistungen aber zum Saisonabschluss konsolidiert hatten und Todd in 16 Spielen 19 Punkte eingefahren hatte, hielt die Vereinsführung weiter an ihm fest.
Nach nur einem Jahr gelang der Mannschaft von Todd die Rückkehr in die Premiership und konnte mit spektakulären 100 Toren und 98 Punkten souverän die Zweitligameisterschaft gewinnen (die 100-Punkte-Marke wurde am letzten Spieltag durch ein 2:2-Remis bei den Tranmere Rovers nur knapp verpasst).

### Der zweite Abstieg und die erneute Rückkehr
Zum Abschluss der Premier League 1997/98 mussten die Bolton Wanderers aufgrund der schlechteren Tordifferenz erneut in die nun First Division genannte zweite Liga absteigen, wobei sie dieses Schicksal mit den beiden anderen Aufsteigern des Vorjahres – dem FC Barnsley und Crystal Palace – teilten. Im Jahre 1999 zog der Verein ins Play-off-Finale ein, verlor dort aber gegen den FC Watford. Kurze Zeit später trat Colin Todd als Trainer zurück und wurde von Sam Allardyce beerbt, der zuvor bei Notts County aktiv gewesen war.
Auch unter dem neuen Trainer musste der Verein zum Abschluss der Saison 1999/2000 einige Enttäuschungen hinnehmen, als man jeweils in den Halbfinalpartien des Ligapokals, des FA Cups und schließlich in den Aufstiegsausscheidungsspielen unterlag. In der Football League First Division 2000/01 gelang hingegen die Rückkehr in die Premier League, als im Play-off-Endspiel der Gegner Preston North End nach Toren von Gareth Farrelly, Michael Ricketts und Ricardo Garner mit 3:0 besiegt wurde.

### Konsolidierung in der Premier League
Nach drei Siegen in den ersten drei Meisterschaftsspielen führte Bolton die Tabelle in der Premier League 2001/02 kurzzeitig an. Diese gute Form hielt jedoch im weiteren Verlauf nicht weiter an und die Mannschaft konnte am Ende nur noch knapp mit dem 16. Platz den Klassenerhalt sichern. Dieser war jedoch der erste Nicht-Abstieg des Vereins in der obersten englischen Spielklasse seit 1979 bzw. der Premier-League-Klassenerhalt überhaupt.
Auch in der Spielzeit 2002/03 befand sich Bolton in stetiger Gefahr des Abstiegs, konnte diesen aber durch einen 2:1-Sieg gegen den FC Middlesbrough am letzten Spieltag – nach Toren von Per Frandsen und Jay Jay Okocha – noch zu Lasten von West Ham United abwenden. Trotz eines sehr schlechten Starts in die Premier League 2003/04- einem 2:6 gegen Manchester City folgten zwei 0:4-Niederlagen gegen Manchester United und den Liganeuling FC Portsmouth – sollte Bolton die beste Runde seit fast 50 Jahren spielen. Am Ende belegte der Klub einen überraschenden achten Platz und übertraf dabei die Erwartungen vieler Experten deutlich. Dabei wurde der siebte Platz nur aufgrund der 0:2-Heimniederlage gegen den FC Fulham am letzten Spieltag knapp verfehlt, was sogar zu einer gewissen Enttäuschung am Ende einer außergewöhnlichen Meisterschaftsrunde bei der Anhängerschaft führte.

### Der Gang nach Europa
Der positive Trend setzte sich auch in der Premier League 2004/05 fort und der sechste Abschlusstabellenplatz – punktgleich mit dem Tabellenfünften und Champions-League-Sieger FC Liverpool – garantierte erstmals die Qualifikation der Bolton Wanderers für den UEFA-Pokal 2005/06. Dort besiegte der Klub in einem Ausscheidungsspiel zunächst den bulgarischen Vertreter Lokomotive Plowdiw, bevor in der Gruppenphase Spiele gegen Fenerbahçe Istanbul, Vitória Guimarães, Zenit St. Petersburg und den späteren Sieger FC Sevilla anstanden, die Bolton ohne Niederlage absolvierte. In der Runde der letzten 32 Mannschaften verlor das Team dann aber gegen Olympique Marseille.
Im August 2006 verpflichtete der Verein für die klubinterne Rekordablösesumme von acht Millionen britischen Pfund von Fenerbahçe Istanbul den französischen Stürmer Nicolas Anelka, was die gestiegenen Ambitionen des Vereins in der jüngsten Zeit verdeutlichte. Am 29. April 2007 reichte Trainer Sam Allardyce überraschend seinen Rücktritt ein. Als Nachfolger für ihn kam Sammy Lee, der als ehemaliger Spieler des FC Liverpool zuvor Assistent von Allardyce gewesen war. Unter Lee erreichte der Verein zum Ende der Saison den siebten Platz in der Meisterschaft und qualifizierte sich damit erneut für den UEFA-Pokal. Nach einem schwachen Start in die Saison 2007/08 wurde Lee Ende Oktober durch Gary Megson ersetzt. Im UEFA-Pokal 2007/08 erreichte das Team das Achtelfinale, wobei die nun von Megson trainierte Mannschaft zuvor unter anderem durch ein 2:2-Unentschieden beim FC Bayern München hatte aufhorchen lassen. Zwischenzeitliche Abstiegsängste konnten durch eine Fünf-Spiele-Serie ohne Niederlage zu Saisonende mit dem 16. Abschlusstabellenplatz beseitigt werden.

### Erneuter Abstieg
Die Premier League 2011/12 beendeten die Bolton Wanderers auf dem 18. Tabellenplatz, was nach elf Jahren Erstklassigkeit den Abstieg aus der Premier League zur Folge hatte. Am Ende der Saison 2015/16 stiegen die Wanderers als Tabellenletzter in die drittklassige EFL League One ab.

### Insolvenz
Nach einer gescheiterten Übernahme durch Laurence Bassini, dem ehemaligen Besitzer des FC Watford, der 94,5 Prozent der Anteile übernehmen wollte, drohte im Mai 2019 die Insolvenz der Bolton Wanderers, weil rund 1,4 Millionen Euro an Steuerzahlungen ausgeblieben waren. Mitte Mai stellte der Club einen Antrag auf Insolvenz und setzte zwei Verwalter ein. Nach dem Abstieg aus der EFL Championship 2018/19 ein weiterer Rückschlag für die Trotters. Durch den Insolvenzantrag musste der BWFC in der EFL League One mit einem Abzug von 12 Punkten in die Saison gehen, so sehen es die Liga-Regularien vor.

### Neuanfang in der League Two
Nach dem Abstieg aus der League One wurde die Mannschaft zur Saison 2020/21 unter dem neuen Trainer Ian Evatt runderneuert. Die Hinrunde beendete man auf einem enttäuschenden 17. Platz. Durch eine fulminante Aufholjagd in der Rückrunde erreichte die Mannschaft durch einen 4:1-Sieg gegen Crawley Town am letzten Spieltag Platz drei und damit den Aufstieg.

## Kader der Saison 2024/25
Stand: 10. September 2024
| Nr. |               | Position | Name                |
| --- | ------------- | -------- | ------------------- |
| 1   | England       | TW       | Nathan Baxter       |
| 2   | Australien    | AB       | Gethin Jones        |
| 4   | England       | MF       | George Thomason     |
| 5   | Portugal      | AB       | Ricardo Santos      |
| 6   | Schottland    | AB       | George Johnston     |
| 7   | Guinea-Bissau | ST       | Carlos Mendes Gomes |
| 8   | Wales         | MF       | Josh Sheehan        |
| 9   | Nigeria       | ST       | Victor Adeboyejo    |
| 10  | Nordirland    | ST       | Dion Charles        |
| 12  | England       | AB       | Josh Dacres-Cogley  |
| 13  | England       | TW       | Joel Coleman        |
| 14  | England       | AB       | Jordi Osei-Tutu     |

| Nr. |              | Position | Name             |
| --- | ------------ | -------- | ---------------- |
| 15  | England      | AB       | Will Forrester   |
| 17  | Griechenland | MF       | Klaidi Lolos     |
| 18  | Nordirland   | AB       | Eoin Toal        |
| 19  | Wales        | ST       | Aaron Collins    |
| 20  | Nordirland   | TW       | Luke Southwood   |
| 21  | Saint Lucia  | AB       | Chris Forino     |
| 22  | England      | MF       | Kyle Dempsey     |
| 23  | Ungarn       | ST       | Szabolcs Schön   |
| 27  | England      | ST       | Randell Williams |
| 28  | England      | MF       | Jay Matete       |
| 37  | Kanada       | MF       | Scott Arfield    |
| 41  | England      | AB       | Luke Matheson    |
| 45  | England      | ST       | John McAtee      |

## Erfolge
- FA-Cup-Sieger: 1923, 1926, 1929, 1958
- Charity-Shield-Sieger: 1958
- Ligapokalfinalist: 1995
- EFL-Trophy-Sieger: 1989, 2023

## Ligazugehörigkeit
- 1888–1899: Football League First Division
- 1899–1900: Football League Second Division
- 1900–1903: Football League First Division
- 1903–1905: Football League Second Division
- 1905–1908: Football League First Division
- 1908–1909: Football League Second Division
- 1909–1910: Football League First Division
- 1910–1911: Football League Second Division
- 1911–1933: Football League First Division
- 1933–1935: Football League Second Division
- 1935–1964: Football League First Division
- 1964–1971: Football League Second Division
- 1971–1973: Football League Third Division
- 1973–1978: Football League Second Division
- 1978–1980: Football League First Division
- 1980–1983: Football League Second Division
- 1983–1987: Football League Third Division
- 1987–1988: Football League Fourth Division
- 1988–1992: Football League Third Division
- 1992–1993: Football League Second Division
- 1993–1995: Football League First Division
- 1995–1996: Premier League
- 1996–1997: Football League First Division
- 1997–1998: Premier League
- 1998–2001: Football League First Division
- 2001–2012: Premier League
- 2012–2016: Football League Championship
- 2016–2017: EFL League One
- 2017–2019: EFL Championship
- 2019–2020: EFL League One
- 2020–2021: EFL League Two
- 2021–0000: EFL League One